# クォーツ時計
| 世界初のクォーツ式腕時計、セイコーのアストロン(1969年)。 |  | 1969年のアストロンのムーブメント。これには8,192 Hz で作動するクォーツ振動子とハイブリッドICが組み込まれている。（ドイツの時計博物館の展示品） |
| 世界初のクォーツ式腕時計、セイコーのアストロン(1969年)。 |  | 1969年のアストロンのムーブメント。これには8,192 Hz で作動するクォーツ振動子とハイブリッドICが組み込まれている。（ドイツの時計博物館の展示品） |

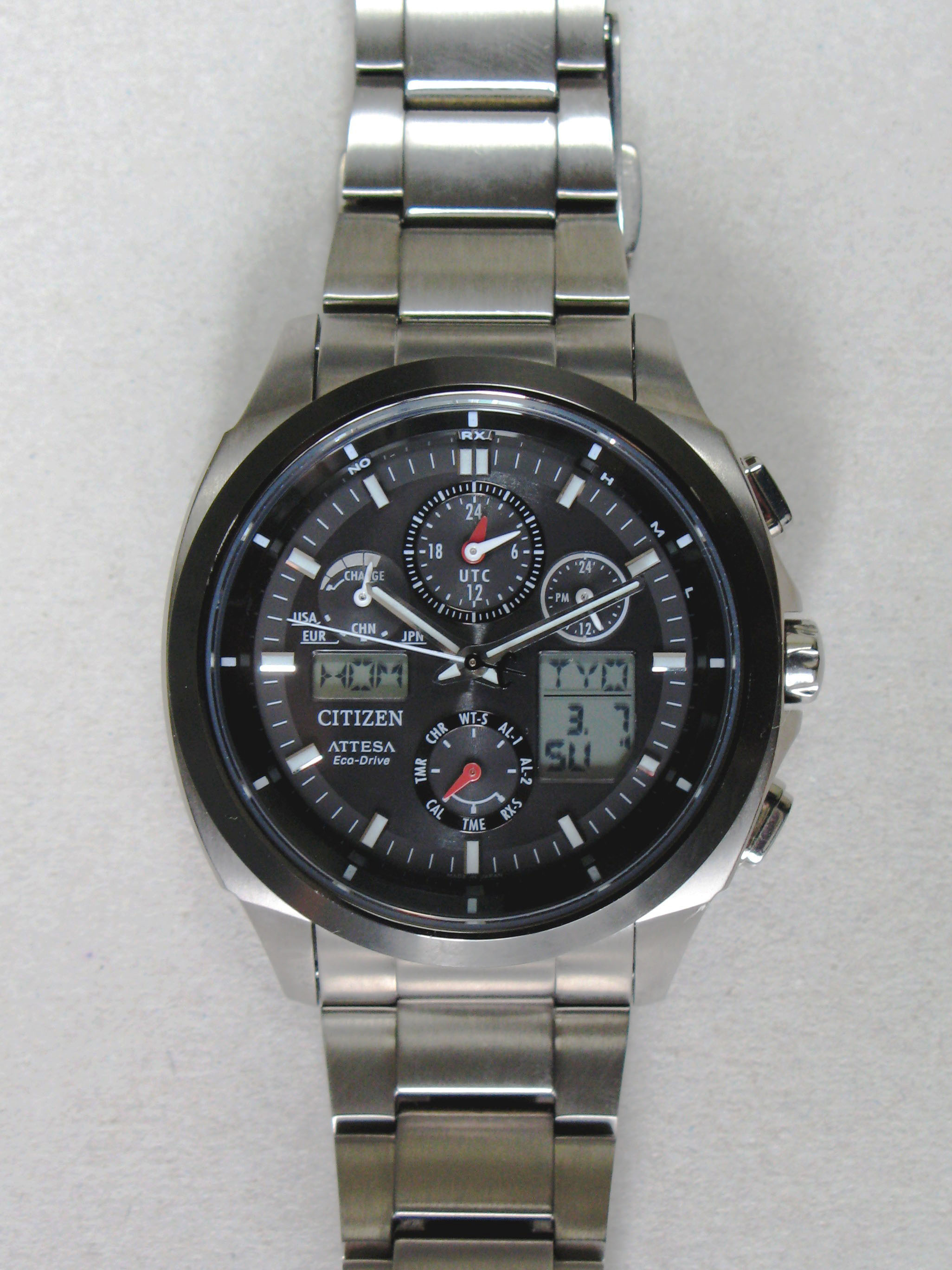
現在の電波腕時計Citizen Attesa Eco-Drive ATV53-3023。クォーツ時計自体の誤差は +-15 秒/月だが、世界4箇所（北米、日本、中国、欧州）から送信される電波を自動受信しその誤差を修正する。

クォーツ時計（クォーツどけい、英: quartz clock/watch）とは、水晶振動子を用いた時計である。水晶時計または単にクォーツとも。

## 概要
20世紀後半から普及し、それまでのぜんまいばねを使用した手巻時計や自動巻時計に代わって、現在最も一般的な時計となっている。ぜんまいばねに代わる駆動としてステップモーターを使用しており、電池が内蔵されている。
従来のぜんまいばね式時計のデザインを踏襲したアナログ時計のほか、液晶やLEDを時刻表示部に採用し数字で時刻表示したデジタル時計がある。
水晶は圧電体の一種であり、交流電圧をかけると一定の周期で規則的に振動する。クォーツ時計ではこれを応用し、通常は32,768Hz（=215Hz）の電気信号を水晶振動子によって発振し、それを分周（周波数を半分にする）を繰り返して1ヘルツの周波数の信号に変換し、それで電磁石を駆動して針を駆動する。このため、針式では1秒毎のステップ運針となる。デジタル時計の場合は1ヘルツの信号でカウンターを繰り上げ動作させてその結果を表示する。
一般的なクォーツ時計の誤差は1か月で15 - 30秒程度であり、特に精度の高いモデルでは1年で数秒程度となっている。1か月当たりの誤差を月差、1年当たりの誤差を年差と呼ぶ。周波数の誤差はトリマーと呼ばれるコンデンサで調節する。温度による周波数変化については特定の温度特性をもつコンデンサと組み合わせることや、温度特性が異なる複数の水晶振動子を用いて誤差を補正する製品があった。現在では精度向上は、電波時計やGPSなどの外部情報による補正に移行しており、時計自身での精度向上に特に進歩は見られない。
クォーツ時計より精度が高いといわれる電波時計やGPS腕時計は、実質的には、電波で送信される原子時計による正確な時刻情報を1日に数回受信して時刻を補正する機構を追加したクォーツ時計である。
クォーツ時計は従来の機械式時計に比べて精度が高く維持管理が簡単といったメリットがあるが、多くが一次電池を使用するため定期的な電池交換が必要である。このため、太陽電池により充電が可能な2次電池を充電することで電池交換不要とした製品が増えている。それでも2次電池の寿命が10年程度であるため、交換が必要になる場合がある。クォーツ式アナログ時計に関しては、物理的な運針機構も持つため、長期使用で分解掃除が必要となる場合がある。
電子部品が細かく複雑に配置されているため、故障の修理は困難で、多くの場合はムーブメントごと交換することになる。ただし、交換可能なムーブメントの在庫がない場合は修理不可能になる恐れがある。

## 歴史

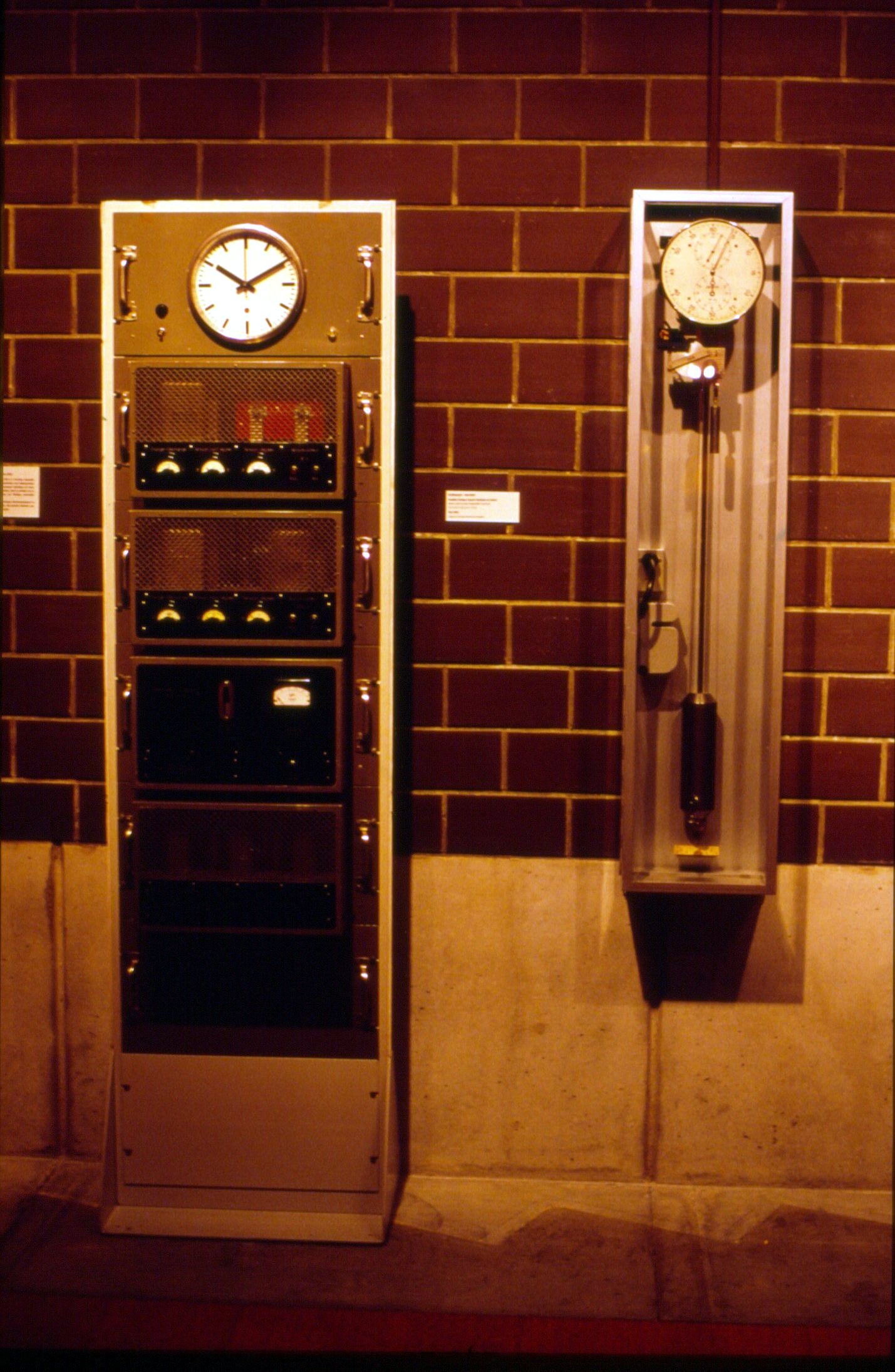
（左の写真）1930年代にスイスで作成された比較的初期のクォーツ時計。（右の写真）さらに古い1900年代初頭の精密時計で当時は世界標準時計として使われたもの（ラ・ショー=ド=フォンInternational Watchmaking Museum所蔵。）

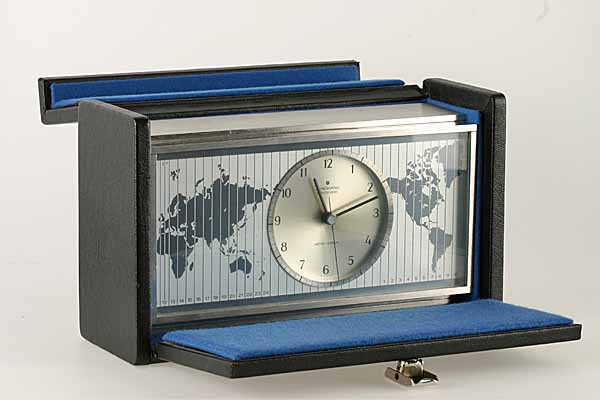
ヨーロッパの最初のコンシューマ向け置き時計「アストロクロン Astrochron」Junghans社製（1967年）

1880年、クォーツの圧電効果がジャック・キュリーとピエール・キュリーによって発見された。
1921年、最初のクォーツ水晶振動子がWalter G.Cadyによって開発された。1923年、イギリス国立物理学研究所のD.W.Dyeとベル研究所のWarren Marrisonは水晶振動子による精確な時間測定を行った。1927年、最初のクォーツ時計がベル研究所のWarren MarrisonとJ.W.Hortonによって作成された。しかし、当時は能動素子に真空管を使用していたためタンス並のサイズになり、研究機関や放送局での利用に限られていた。1932年、クォーツ時計によって地球の微小な周変化が計測された。アメリカ国立標準局（現：アメリカ国立標準技術研究所）は、1930年代から1960年代の間、原子時計に取って代わられるまでは、クォーツ時計を用いて標準時を定めていた。クォーツ時計が一般に広く使われるようになるには、半導体デジタル回路が安価に利用できるようになる1960年代を待たなければならなかった。
一方、日本においては、1932年に従来型より温度係数がはるかに小さい(10-7/℃を達成した)Rカット式水晶振動子が古賀逸策によって発明された。またセイコーは早くからクォーツ時計に注目しており、1958年からクォーツ時計の開発に取り組み、1964年の東京オリンピックでは壁掛け時計並のサイズ（縦20cm×横16cm、厚さ7cm、運搬用のケースを含めた総重量がわずか3kg）まで小型化した時計を大会公式時計として提供、実用に耐える技術水準を達成した。その後クォーツ時計は、価格は高価だったものの船舶用など、特殊分野向けの市販製品として販売された。
1967年、世界初のアナログ回路を用いたクォーツ腕時計のプロトタイプが登場した、スイスのCentre Electronique Horloger（CEH）によるBeta 1、および日本のセイコーによるアストロンのプロトタイプである。
しかしながら、超小型化と強い対衝撃性が求められる腕時計ではクォーツの実用化は難航した。世界初の市販クォーツ腕時計は1969年のセイコーによる「アストロン」であった。当時の価格は45万円と、中型乗用車並みの価格であったが、その後急速なコストダウンが進んだ。
1970年代にはセイコーが特許を公開したことで各メーカーがクォーツ時計の製造に参入し、市場を席巻してクォーツショックと呼ばれる現象を引き起こした。この時期はクォーツ時計の低価格化が進んだ一方、スイスをはじめとする伝統的な時計メーカーは機械式の腕時計が売れなくなったことで大打撃を受け、壊滅状態に陥った。
1980年代までに、クォーツ時計の技術はキッチンタイマーや目覚まし時計、銀行の金庫の時限錠にまで応用されていった。
20世紀末には、技術革新と各社間の競争により、現在では安価なクォーツ時計は100円ショップでも買えるぐらい安くなった。自動修正を行う電波時計も登場した。
またクォーツが普及しきったことで機械式腕時計（ぜんまいばね使用）が見直され、再評価されている。従来、時計は精度が高いほど高性能であり高価であったが、一般的なクォーツ時計と機械式時計を比べるとクォーツ時計の月差と機械式時計の日差が同程度であり、クォーツ時計のほうが精度が高くて値段が安いという逆転現象が生じている。本来は当然高精度のほうが良いが、現代の機械式時計は実用目的ではなく、伝統的な意匠やメカニズム、ものづくりの思想を楽しむといった形で受容されている。